# Марк Ельдер

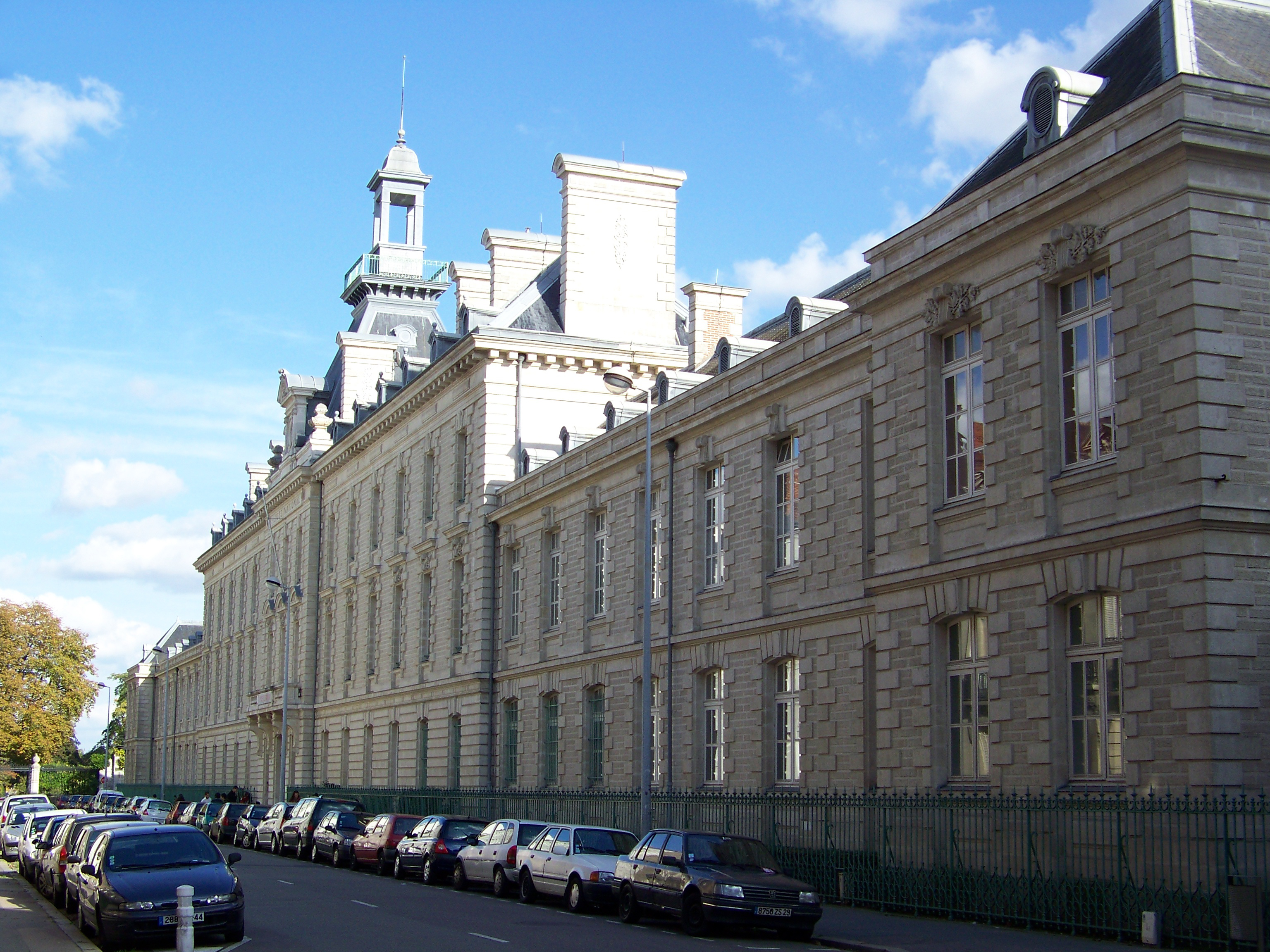
Ліцей Клемансо, випускником якого був Марк Ельдер.

Марк Ельде́р, справжнє ім'я — Марсе́ль Тандро́н (фр. Marc Elder, Marcel Tendron; 31 жовтня 1884, Нант, Франція — 16 серпня 1933, Сен-Фіакр-сюр-Мен, Франція) — французький прозаїк, мистецтвознавець і критик, лауреат Ґонкурівської премії (1913) за роман «Морський люд».

## Біографія
Марк Ельдер — це літературний псевдонім Марселя Тандрона, уродженця Нанта. Народився в заможній сім'ї (його мати звалася Бланш, до шлюбу Розьє) й провів дитинство в Ла-Бернері-ан-Реці. Навчався в єзуїтському коледжі святого Франсуа-Ксав'єра у Ванні, потім (1890–1892) у Малому нантському ліцеї. Орієнтовно у 1901–1904 році закінчив студії риторики і філософії у Ліцеї Клемансо. За фахом був критик і мистецтвознавець.
Через слабке здоров'я Марсель регулярно відпочивав у Сен-Фіакр-сюр-Мені, у маєтку материних родичів. Літературну діяльність розпочав 1906 року, прибравши псевдонім — Марк Ельдер. Також писав статті для часописів l'Action Nationale, La Vie, La Renaissance contemporaine, La Revue française, La Grande Revue.
9 жовтня 1907 року Марка Ельдера призвано на армійську службу в 65 Нантському піхотному полку, 11 липня 1908 він демобілізувався.
26 січня 1911 року одружився з Жерменою Мартою Малаваль, з якою потім мав сина Іва.
У 1913-му Марк Ельдер здобув Ґонкурівську премію. На попередніх етапах претендентами на премію були, крім інших, також Леон Верт (La maison blanche), Анрі Даґерш і Валері Ларбо. В одинадцятому турі голосування Ельдеровому «Морському люду» віддали перевагу перед творами «Великий Мольн» (Le Grand Meaulnes) Алена Фурньє і «На Сваннову сторону» (Du côté de chez Swann) Марселя Пруста.
Коли почалася Перша світова війна, його мобілізували 3 серпня 1914 року, а 9 грудня 1914 визнали непридатним до служби через туберкульоз легенів і зняли з обліку. 20 квітня 1915 року це рішення підтверджено на вищому рівні.
17 березня 1919 року Марк Ельдер обіймає посаду архіваріуса-бібліотекаря при міському театрі Нанта. У травні 1919-го очолює новозасноване Товариство друзів музею образотворчого мистецтва, призначене впроваджувати твори сучасного мистецтва в Нантський музей.
23 липня 1921 року Марк Ельдер став секретарем міської адміністрації, відповідальним за розвиток мистецтва і збереження культурних пам'яток. 19 грудня 1924 року був призначений куратором Замку бретонських герцоґів. На цій посаді він перебував до самого кінця. За все життя письменник зібрав колекцію митецьких творів, яка після його смерти стала власністю Нантського музею образотворчого мистецтва.
16 серпня Марк Ельдер помер у Сен-Фіакр-сюр-Мені. Поховали його 18 серпня на нантському кладовищі «Милосердя» (Miséricorde).

## Літературна творчість
Марк Ельдер дебютував багато в чому автобіографічним романом «Криза», у якому головний герой часто хворіє й стає сиротою ще в дитинстві. Чотири роки по тому опублікував «Три історії». У 1912 році вийшов роман «Марта Рушар». Ельдер став автором двох есеїв про Октава Мірбо і Ромена Роллана. До есеїстики належать також твори, написані про митців-сучасників — «У Живерні, у Клода Моне» (1924), «Ґабрієль Бело, художник-образотворець» (1927), «Луї-Робер Антраль» (1927) і «Ательє Ренуара» (1931).
Зосібна стоїть «Апостольське життя Венсана Венжама» (1917). У герої цього роману можна впізнати Вінсента Ван-Гога. Автор розглядає долю художника передусім із погляду християнина.

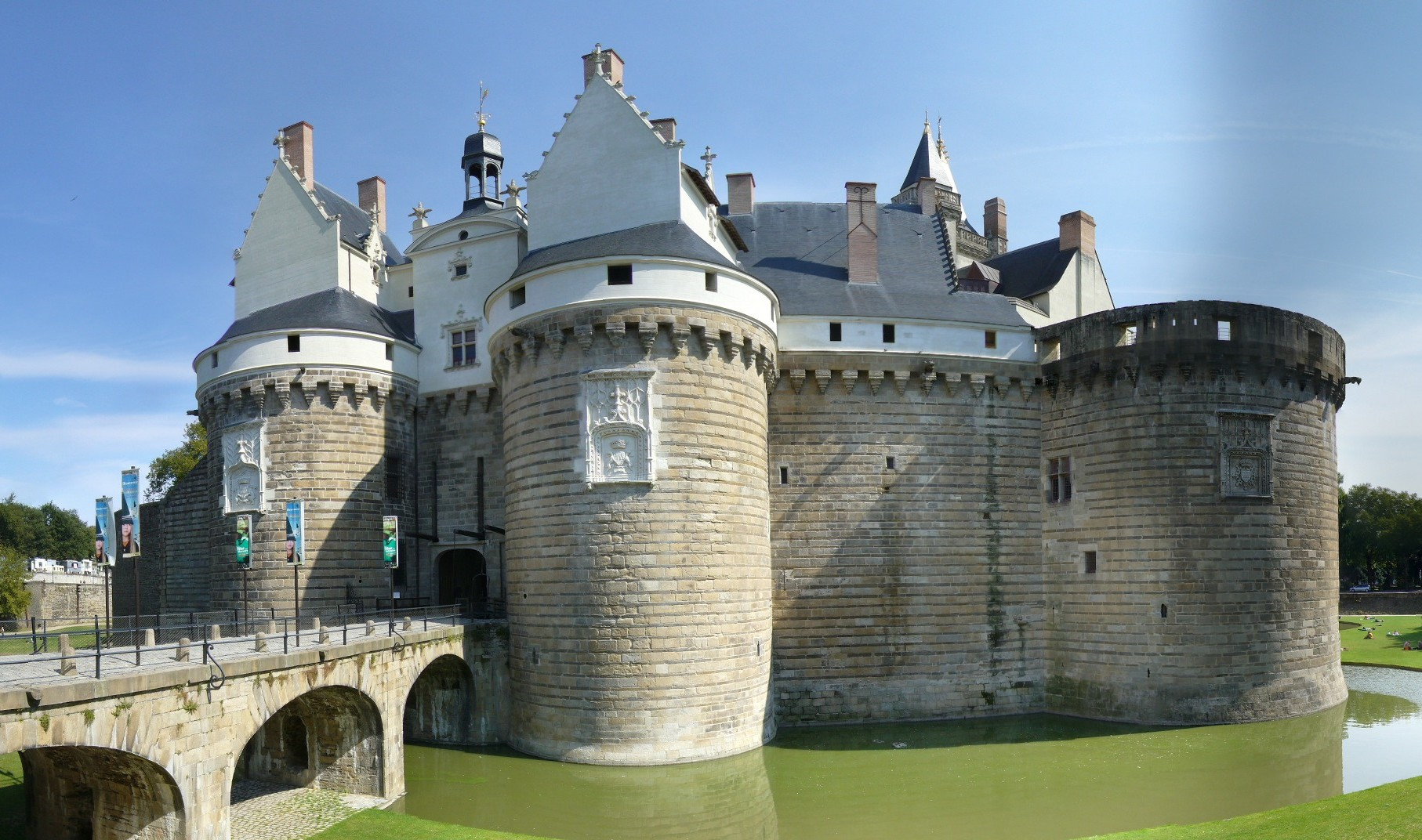
Замок бретонських герцоґів, у якому Марк Ельдер жив і працював останні дев'ять років свого життя.

1913 року Марк Ельдер здобув Ґонкурівську премію за роман «Морський люд» (Le Peuple de la mer), у якому зображено життя рибалок із острова Нуармутьє. Композиційно твір складається з трьох окремих повістей — «Барка», «Жінка» й «море». Про цю книжку, як і про творчу манеру автора, висловився літературний критик Ж. Талландо: «Відчувається, що Марк Ельдер жив з людьми, яких зображав. Він, так би мовити, «практикував» з ними, як художники, що накреслюють етюд із натури, вільним летом олівця й не змушують модель позувати, бо побоюються спотворити щирість поведінки та гнучкість рухів. Він дивився, спостерігав і слухав. Завдяки увазі й проникливості зумів пробитися крізь гладку, холодну й замкнену маску моряків. Більш того, він вловив їхні жести, амбіції, суперництво й чвари. Передав їхні почуття, зафіксував найінтимніші порухи душі. І його спостереження таке довершене, що це вже не тільки накреслений портрет. Він малював персонажів. Ось що додає сили й вартісности красі його книжки»
На воєнну тематику написано його роман «Жак Бономм і Жан Ле Блан» (1919). Перший з цих двох персонажів — піхотинець — повернувся з фронту одноногим і «коронований бойовими медалями та дерев'яною ногою», а другий — моряк — потонув разом із кораблем, що плив у Салоніки.
Особливістю творчої манери письменника є певний консерватизм і традиціоналізм. Літературознавець Білл Маршалл характеризує Марка Ельдера як антикомуніста, ворога демократії й ретрограда. У літературній тематиці Марка Ельдера велике місце посідають твори про море. Знавець цієї галузі, Рене Моніо у розділі XXIII своєї «Історії мариністичної літератури», описуючи розвиток цього жанру та його представників на початку XX століття, віддає Ельдеру належне й вживає назву його твору — «Морський люд».

## Почесті

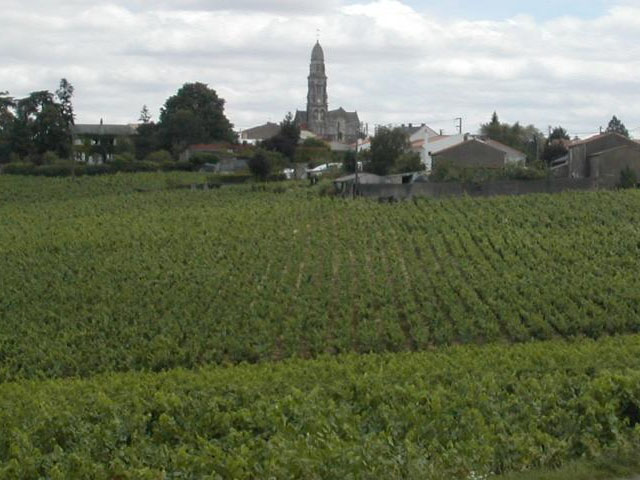
Село Сен-Фіакр-сюр-Мен, у якому помер Марк Ельдер.

У березні 1924 року Марк Ельдер із подання міністра культури став кавалером ордена Почесного легіону.
Коли письменник помер, на знак трауру приопущено прапори на Замку бретонських герцоґів.
У нантській газеті L'Ouest Éclair 19 серпня 1933 опубліковано некролог: «В особі Марка Ельдера втрачено одного з наших чудових письменників, що бездоганно володіють мовою, одного з тих, що в усякому разі можуть найкраще розуміти й зображати морську Бретань і воскрешати багатих судновласників та корсарів вісімнадцятого століття».
11 травня 1934 на стіні Замку бретонських герцоґів встановлено меморіальну дошку на честь Марка Ельдера. 30 листопада 1936 колишню Замкову площу (place du Château), що перед входом до цього замку, перейменовано на площу Марка Ельдера. Іменем письменника названо площу в Сен-Фіакр-сюр-Мені, а також вулиці в Резе, Ла-Бернері-ан-Реці, Ванні та Бресті.

## Твори[14]

### Романи
- Une crise, Société française d'imprimerie et de librairie, 1906 — «Криза». — 331 с.
- Trois histoires ; La Pipée, la Bonne tante, Jean Pagot le pêcheur au chalut, Libr. F. Tassel, 1910 — «Сильце», «Добра тітка», «Жан Паґо, рибалка з тралом». — 205 с.
- Le Peuple de la mer, 1913 — rééd. G. Oudin, 1914, La découvrance, 2010 — «Морський люд»
- Marthe Rouchard, fille du peuple, C. Levy, 1913 — «Марта Рушар, дочка народу»
- La vie apostolique de Vincent Vingeame, Calmann-Lévy, 1917 — «Апостольське життя Венсана Венжама»
- Jacques Bonhomme et Jean Le Blanc, C. Lévy, 1919 — «Жак Бономм і Жан Ле Блан»
- Thérèse, ou, La bonne éducation, A. Michel, 1920 — «Тереза, або Добра освіта»
- Le sang des dieux, A. Michel, 1921 — «Кров богів»
- La maison du pas périlleux, 1924 — J. Ferenczi et fils Editeurs, Paris — «Дім небезпечних порогів». — 157 с.
- La Belle Eugénie, Éditions pittoresques, 1929 — «Красуня Ежені». — 180 с.
- Les Dames Pirouettes, J. Ferenczi & fils, 1929  — «Дамські піруети»
- Bella: histoire des fontranges, Fayard, 1931 — «Белла». — 125 с.
- Jacques et Jean: bois originaux en couleurs de Robert Antral, Ferenczi et Fils, 1931 — «Жак і Жан: оригінальні дереворити в барвах Робера Антраля»
- La Bourrine — Le Beau livre № 4, 1932 — «Шкапа»
- Cendres de la Nuit, Ferenczi et fils, 1933 — «Попіл ночі»

### Інші твори
- Deux essais: Octave Mirbeau, Romain Rolland, G. Crès, 1914 — «Два есеї: Октав Мірбо, Ромен Роллан». — 124 с.
- A bord des chalutiers dragueurs de mines, 1920 — «На борту траулера тральщиків», текст до альбому художника Рене Пінара. — 30 с.
- Le Château des ducs de Bretagne, Impr. du Commerce, 1923 — «Замок Бретонських герцоґів». — 109 с.
- À Giverny, chez Claude Monet, Bernheim-Jeune, 1924 — rééd. Mille et une Nuits, 2010 — «У Живерні, у Клода Моне». — 87 с.
- La farce des Tripe, Eugéne Figuière, 1925 — «Фарс нутра», одноактна п'єса. — 98 с.
- Gabriel-Belot, peintre imagier, A. Delpeuch, 1927 — «Ґабрієль Бело, художник-образотворець»
- Louis-Robert Antral (avec Henry-Jacques), Girard et Bunino, 1927 — «Луї-Робер Антраль». — 67 с.
- Les Contes (1909—1927) — «Казки»
- Le Pays de Retz, Emile-Paul, 1928 — «Країна Рец». — 28 с.
- Jacques Cassard, corsaire de Nantes, 1930, J. Ferenczi, 1933 — «Жак Кассар, корсар із Нанта». — 216 с.
- Croisières. 3ème mille J. Ferenczi & Fils, 1931 — «Круїзи. Третя тисяча». — 233 с.
- L'Atelier de Renoir. Tomes 1-2, Bernheim jeune, 1931 — «Ательє Ренуара». — 82 с.
- Le quai de la Fosse (1932), en collaboration avec R. Y. Creston, BGbr inF°7 — «Набережна Фосс»

Антологія
- Charles F. Stuckey, ред. (1985). A Giverny, chez Claude Monet. Monet: a retrospective. Beaux Arts Editions. ISBN 9780883633014.